# Lopez Island
Lopez Island ist die drittgrößte Insel der San Juan Islands, einer Inselgruppe im Nordwesten des US-Bundesstaats Washington. Hauptort ist Lopez Village (nördlich vom Fisherman Bay).
Im Jahr 2002 hatte die nach dem spanischen Seefahrer Gonzalo López de Haro benannte Insel 2176 Einwohner auf einer Fläche von 76 km². Sie ist in Nord-Süd-Richtung 17,5 km lang bei einer maximalen Breite von 7,1 km. Der Fähranleger befindet sich ganz im Norden, wo sich auch die Parks Odlin Park und Spencer Spit befinden. Die Insel ist Haltepunkt der Washington State Ferries.
Im Südosten befindet sich die Halbinsel Sperry Peninsula, die Microsoft-Mitbegründer Paul Allen in den 1990er Jahren erwarb.
Auf Lopez Island liegen 16 Teilflächen vom 2013 ausgewiesenen San Juan Islands National Monument.